# Дребосъчетата се развихрят
„Дребосъчетата се развихрят“ (на английски: Rugrats Go Wild) е американски анимационен филм от 2003 г., базиран на анимационните сериали по Nickelodeon – „Дребосъчетата“ и „Бодилчетата“. Това е третата и последна част от филмовата поредица „Дребосъчетата“, както и втората и последната част от поредицата „Бодилчетата“ и се развива след деветият сезон на „Дребосъчетата“ и „Бодилчетата“. Кристин Кавана, която озвучи Чъки Финстър, е сменена от Нанси Картрайт. Продуциран е от Nickelodeon Moves и Klasky Csupo, и е пуснат по кината на 13 юни 2003 г., от Paramount Pictures.